# Hummer H3
Hummer H3 je terénní automobil vyráběný automobilkou General Motors.
Po velkém prodejním úspěchu Hummeru H1 a Hummeru H2 General Motors uvedla v roce 2005 na trh nejmenší z trojice - Hummer H3. 
Hummer H3 je lehčí a na silnici komfortnější než modely H1 a H2. Ačkoli terénní parametry jsou oproti větším bratříčkům horší, stále je s ním možné jezdit mimo zpevněné cesty. Byť je model H3 nejlevnějším Hummerem a jeho spotřeba z trojice nejnižší, stále je jeho provoz dosti nákladný. A právě to stálo za jeho extrémním propadem prodeje. General Motors se tak rozhodlo v roce 2010 zastavit produkci.
Hummer H3 mohou pohánět motory o obsahu 3.5 L, 3.7 L nebo 5.3 L.

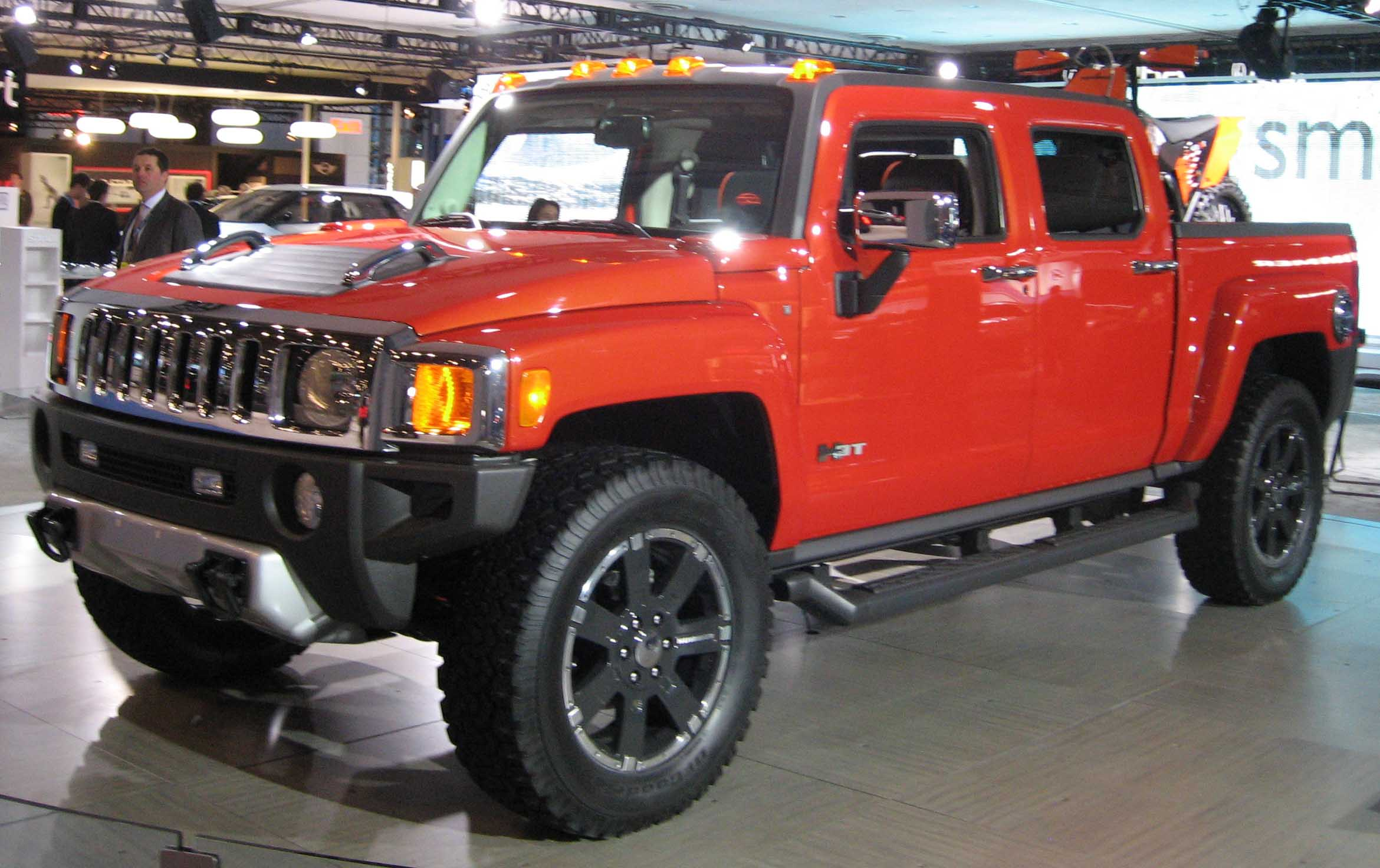
Specifickou verzí je varianta H3T

## Prodeje v USA
Následující tabulka ukazaje roční prodeje v USA. Statistiky odráží extrémní propad zájmu o tato vozidla během posledních let.
| Rok  | Počet prodaných kusů |
| ---- | -------------------- |
| 2005 | 33.140               |
| 2006 | 54.052               |
| 2007 | 43.431               |
| 2008 | 20.681               |
| 2009 | 5.487                |

## Závodní verze
S bugynou postavenou podle vozu H3 závodí v maratonech, jako Rallye Dakar, Američan Robby Gordon. Dosáhl několika etapových vítězství.